# 韓侂冑
韓 侂冑（かん たくちゅう、紹興22年10月8日（1152年11月6日）- 開禧3年11月3日（1207年11月24日））は、南宋の外戚・官人。字は節夫。相州安陽県の人。曾祖父は北宋の政治家の韓琦。祖父は韓嘉彦。父は韓誠。母の秦漢国夫人呉氏は、高宗の皇后呉氏の妹である。寧宗の皇后韓氏の同族でもあり、寧宗の下で専権を振るった。

## 経歴
韓侂冑は父の蔭位により出世し、孝宗末年には汝州防禦使・知閣門事に至っている。紹熙5年（1194年）、孝宗が崩御したが、光宗は病のため喪礼を執り行うことができなかった。韓侂冑は宋の宗室の趙汝愚とともに光宗の子である嘉王趙拡（寧宗）の即位を協議し、太皇太后呉氏の裁可を得て嘉王の即位が実現した。その後、皇帝の信任を得た韓侂冑は爵位を加封され、宋朝の朝政に13年にわたる専権を振るうこととなる。もっとも、自身の昇進には消極的で、枢密院武官の長である枢密都承旨の地位に長く留まったが、この職は皇帝近侍の地位として、皇帝の意思決定及び命令伝達に深く関与することができた。そのため、韓侂冑は寧宗に対し自分の息のかかった人物を宰相などの要職に推挙して、彼らに自分の意向に沿った政治を行わせることで、官制上の地位を遙かに上回る実質的な権力を握ったのである。この専横に反対の意見を表明し、官を辞した人物に朱熹がいるが、韓侂冑は士大夫間における朱熹の影響力を抑制するため、朱熹の理学を偽学とし、これを禁止した（慶元の党禁）。
政権を掌握した韓侂冑は、金に奪われていた中原地域の奪還を計画し、金討伐の準備を開始した。始めに金に対抗し和平派の工作により非業の死を遂げた岳飛の名誉回復を行い、寧宗の勅許を得て「武穆」と追諡し、鄂王に封じた。また、和平派の代表的な人物であった秦檜の王爵を除き、諡号を「繆醜」と改めている。開禧元年（1205年）7月、韓侂冑は宰相より地位の高い平章軍国事に任ぜられ、名実ともに南宋の最高権力者となった。
開禧2年（1206年）、寧宗は金討伐の詔勅を下し、開禧北伐と称される金攻撃が行われた。緒戦こそはわずかに勝利した宋軍であったが、次第に敗色が強くなり、逆に金軍の南下を招いた。韓侂冑は金との和議を主張するが、金は韓侂冑の引き渡しを要求した。これを拒否した韓侂冑は開禧3年（1207年）11月3日、史弥遠により殺害され、その首と引き換えに金との和議が成立した。